# Магницкий, Владимир Александрович
Владимир Александрович Магницкий (30 мая [12 июня] 1915 или 1915, Пенза — 16 октября 2005, Москва) — советский учёный-геофизик, академик АН CCCP (1979), основатель советской школы физики земных недр.

## Биография
Родился 30 мая (12 июня) 1915 года в городе Пензе, в семье учителя биологии и физики в гимназии.
В 1940 году окончил Московский институт инженеров геодезии, аэрофотосъёмками и картографии (МИИГАиК) по астрономо-геодезической специальности. В 1944 году окончил аспирантуру в том же институте и защитил кандидатскую диссертацию на тему «О связи научных задач высшей геодезии с проблемой изучении твёрдой оболочки земного шара».
В 1944—1948 годах состоял в докторантуре Академии наук СССР; в 1949 году защитил диссертацию на степень доктора технических наук на тему «Изучение строения Русской платформы по геодезическим и гравиметрическим данным».
С 1941 года преподавал сначала в МИИГАиК, а с 1948 г. — по совместительству на физическом факультете МГУ.
В 1950 году утверждён в звании профессора и в должности заведующего кафедрой гравиметрии и геофизики МИИГАиК.
В 1954 года по конкурсу перешёл на основную работу в МГУ на должность профессора кафедры геофизических методов исследований земной коры геологического факультета.
С 1962 года заведовал кафедрой физики Земли физического факультета МГУ.
С 1979 года по совместительству работал в Институте физики Земли АН СССР.
Скончался 16 октября 2005 года. Похоронен на Троекуровском кладбище в Москве.

## Семья
Жена — Екатерина Ивановна, дети:
- Борис (1946—2014)[4]
- Наталья

## Награды и премии
- 1946 — Медаль «За доблестный труд в Великой Отечественной войне 1941—1945 гг.»
- 1953 — Медаль «За трудовую доблесть»
- 1971 — Премия имени О. Ю. Шмидта, за монографию «Внутреннее строение и физика Земли», издание 1965 года
- 1975 — Орден Октябрьской революции
- 1995 — Демидовская премия Научного Демидовского фонда
- 1995 — Орден «За заслуги перед Отечеством» IV степени

## Членство в организациях
- 1964 — член-корреспондент АН СССР
- 1979 — академик АН СССР

С 1967 — вице-президент, в 1971—1975 — президент Международной ассоциации сейсмологии и физики недр Земли.
Председатель Комиссии по координации геофизических исследований академий наук социалистических стран.
Главный редактор журнала «Известия АН СССР. Серия „Физика Земли“».

## Научная деятельность
Заложил основы отечественной школы физики земных недр, проанализировал результаты различных направлений с общих позиций и новые физические методы в исследовании внутреннего строения Земли. Для определения температурного распределения в недрах Земли предложил использовать метод реперных точек, а при изучении процессов формирования месторождений полезных ископаемых — теорию зонной плавки; при анализе состава нижней мантии предложил гипотезу о распаде вещества на окислы. При построении модели Земли ввёл методы, основанные на использовании уравнений состояния вещества при высоких давлениях.
Дал количественное объяснение свойств переходного слоя мантии на основе уравнений состояния с фазовыми переходами; поставил на физико-математическую основу исследования механизмов образования платформенных структур и современных движений; дал объяснения изменениям сейсмических явлений по глубине, основанные на реологических свойствах вещества.
Под руководством В. А. Магницкого исследуются внутреннее строение, эволюция Земли и планет Солнечной системы, проводятся исследования глобального теплового режима Земли, разрабатываются физико-механические модели литосферы, модели конвективных процессов в мантии, изучаются механизмы современных движений земной коры.